# گرانزیلا
گرانزیلا (انگلیسی: Granzella) شرکت بازی ویدئویی ژاپنی است، که در سال ۲۰۱۱ تأسیس شد.